# 화성광주고속도로 (기업)
화성광주고속도로 주식회사(華城廣州高速道路 株式會社)는 수도권제2순환고속도로의 동탄 분기점 ~ 곤지암 분기점 구간을 건설하고, 휴게소와 같은 제반시설을 관리·운영하게 될 대한민국의 기업이다.

## 주요 연혁
- 2012년 12월 26일: 제2외곽순환고속도로로 회사 설립
- 2017년 3월 21일: 수도권제2순환고속도로 동탄 분기점 ~ 곤지암 분기점 구간 착공
- 2021년 : 화성광주고속도로주식회사로 상호 변경.
- 2022년 3월 21일: 수도권제2순환고속도로 동탄 분기점 ~ 곤지암 분기점 구간 개통

## 같이 보기
- 수도권제2순환고속도로
- 경기고속도로
- 경기동서순환도로
- 포천화도고속도로 (기업)
- 인천김포고속도로 (기업)